# Nicolae-Florin Tudose
Nicolae-Florin Tudose (n. 9 decembrie 1951 - d. 16 decembrie 2020) a fost un deputat român în legislatura 1996-2000, ales în județul Brașov pe listele partidului PNȚCD. Nicolae-Florin Tudose a devenit deputat neafiliat în februarie 2000. În cadrul activității sale parlamentare, Nicolae-Florin Tudose a fost membru în grupurile parlamenatre de prietenie cu Republica Azebaidjan, Republica Slovacă și Republica Coasta de Fildeș.

## Legături externe
- Nicolae-Florin Tudose Arhivat în 21 iunie 2024, la Wayback Machine. la cdep.ro